# Église de la Résurrection (Pskov)
Pour les articles homonymes, voir Église de la Résurrection.
L'église de la Résurrection-du-Christ-des-Pâtures (Церковь Воскресения Христова со Стадища) est une église orthodoxe de Pskov en Russie. C'est un monument protégé au niveau fédéral des XVIe et XIXe siècles . Elle se trouve dans le microraïon de Zapskovié, au bord de la rivière Pskova et au croisement de la rue Léon Pozemski et de la rue Nabat (anciennement de la Résurrection).

## Historique
Les premières sources écrites de l'église datent de 1458, lorsqu'il est fait mention dans un parchemin du grand incendie de Zapskovié et d'un monastère féminin, celui de la Résurrection, situé à la limite de l'incendie. Un autre incendie a lieu en 1532 au monastère, et l'on précise que l'église de la Résurrection n'est pas encore terminée à cette époque. L'érudit Iouri Spegalsky est d'avis que l'église actuelle date des années 1585-1587. Le narthex date de la fin du XVIe et du début du XVIIe siècle. Le clocher à quatre piliers date du début du XVIIe siècle.
La chapelle sud dédiée à la Présentation de Marie au Temple est construite au début du XVIIIe siècle avec un porche. À la fin du XVIIIe et au début du XIXe siècle, la toiture à huit pans est transformée en toiture à quatre pans et l'on construit un porche au nord. Sous le règne de Catherine II en 1764, nombre de monastères sont dispersés et leurs terres confisquées pour la couronne. Celui de la Résurrection n'échappe pas à cet oukaze et l'église devient paroissiale, filiale de celle de Saint-Varlaam en 1788.
L'église est inscrite au patrimoine protégé en 1960.
Elle est restaurée sur les fonds du ministère de la Culture entre 2005 et 2008. L'archevêque de Pskov bénit la croix de la coupole centrale en 2007.

## Description
L'église de plan rectangulaire possède une petite abside en arc de cercle, plus une chapelle de chaque côté. Les voûtes de l'église ne forment pas des arches en circonférence, et le tambour repose sur des voûtes à angle droit, formant une église de plan rectangulaire. Les ornements de la façade sont typiques des églises pskoviennes des XVe et XVIe siècles. Les façades comptent trois parties avec quatre petites ailes, qui se joignent en hauteur par deux arcs doubles. La corniche du tambour forme une ceinture d'arcatures, sous laquelle court un décor circulaire de deux bordures à la pskovienne avec un « bégouniets » (décor de briques ajouré triangulaire typiquement pskovien) entre les deux. Les côtés de l'église sont ornées de la même façon, ainsi que le tambour, mais sans corniche d'arcatures. La façade sud de la chapelle (pridel) intérieure dédiée à la Présentation de Marie au Temple est décorée de deux arcs suspendus, motif rare pour les églises de Pskov. Sa coupole de forme hémisphérique repose sur un tambour décoratif. Sur le mur occidental de l'église rectangulaire, qui se trouve au narthex et délimite le sud du porche d'entrée, on remarque des pierres tombales.
Le tout est construit en dalles de calcaire d'origine locale; les murs de l'église sont plâtrés et blanchis à la chaux.

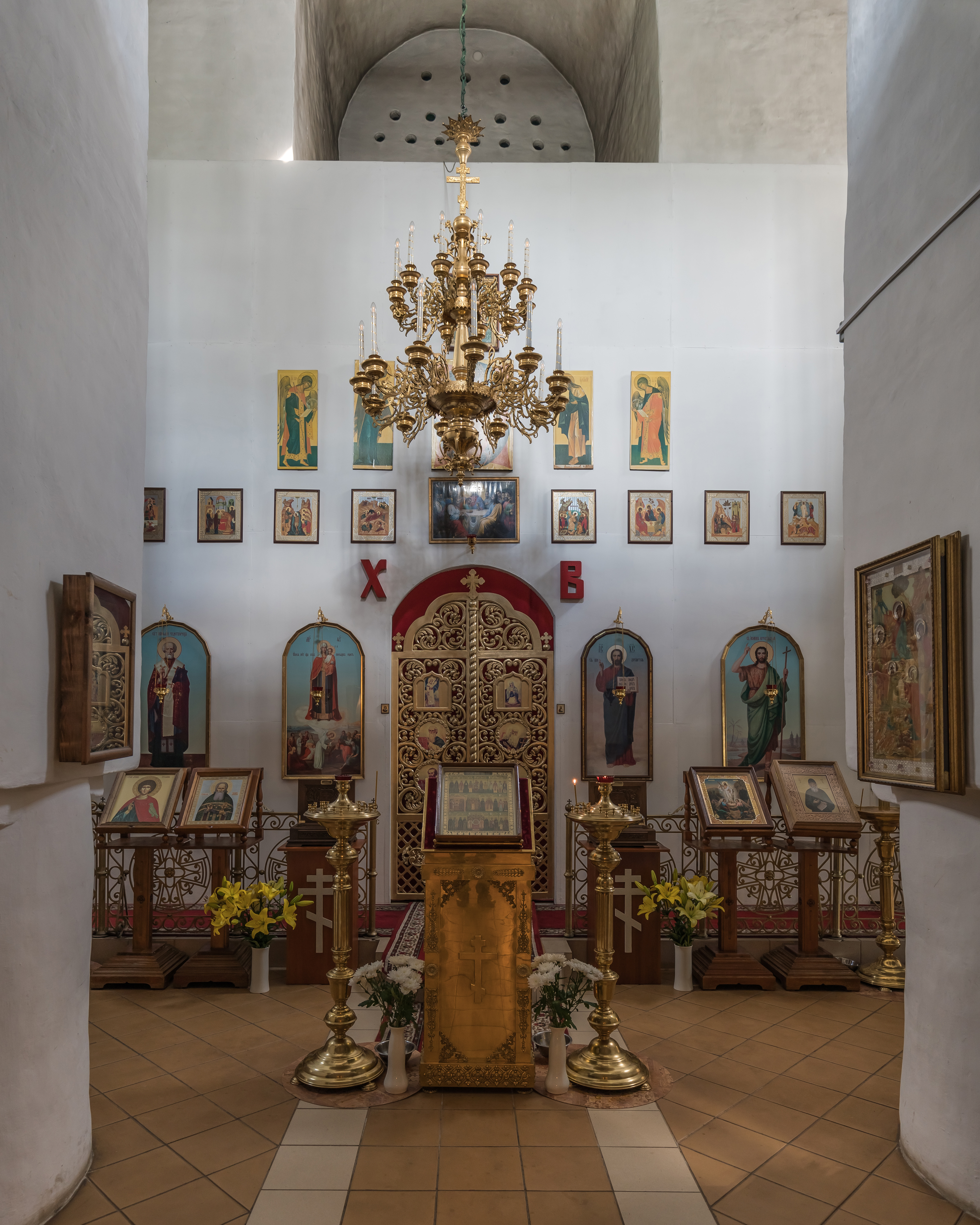
L'intérieur
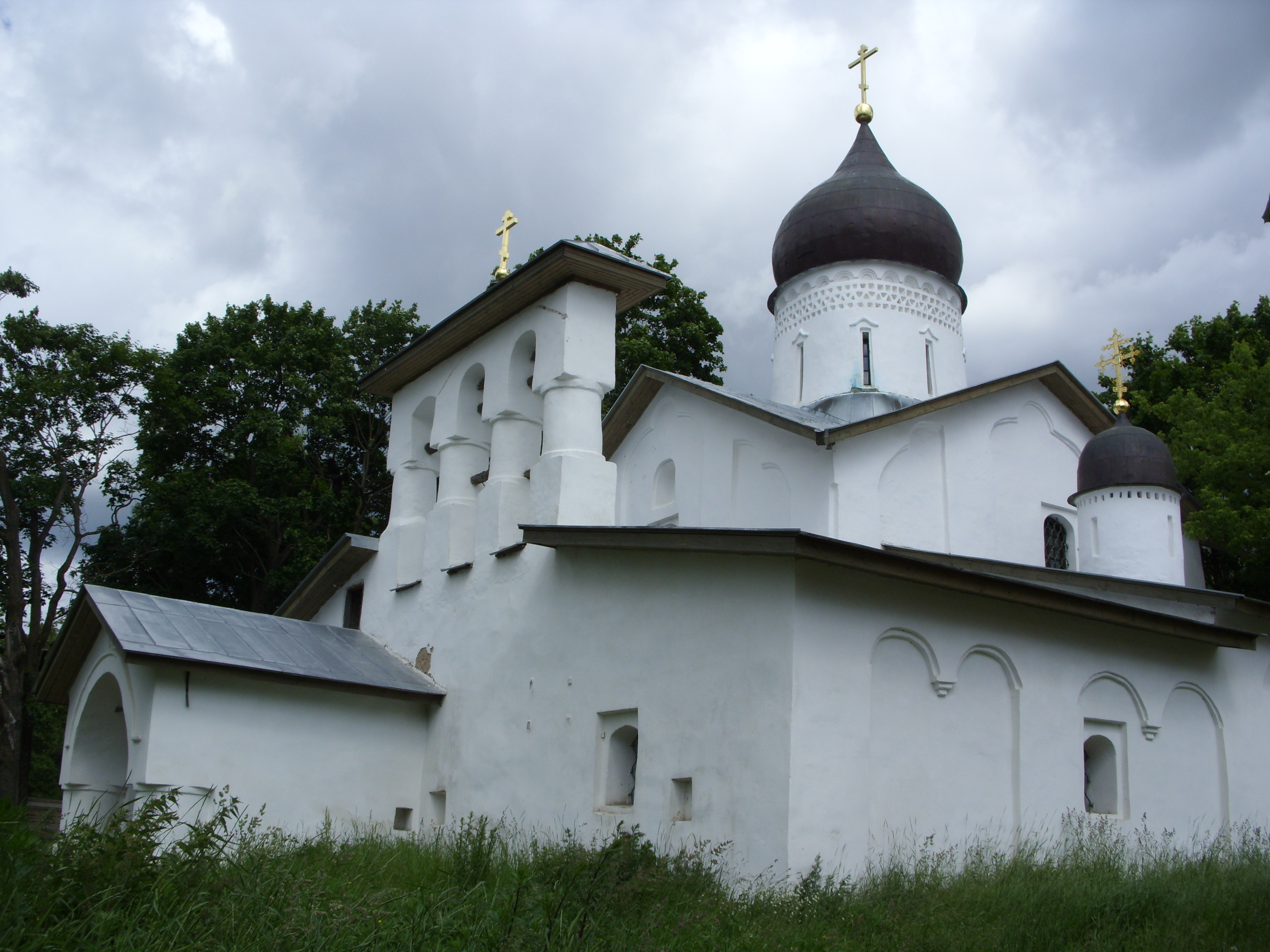
Vue de l'église en juin 2009
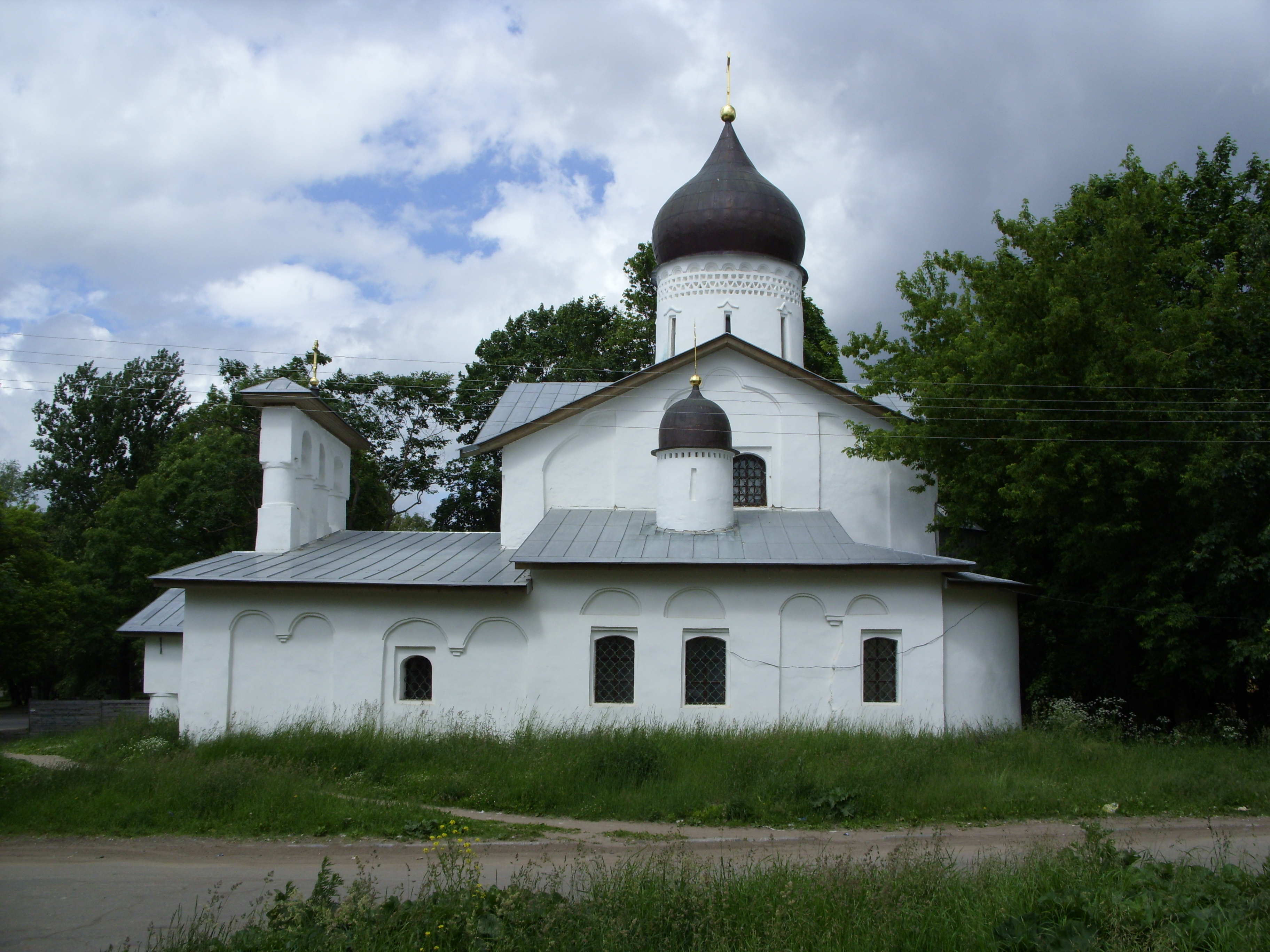
Vue du côté sud
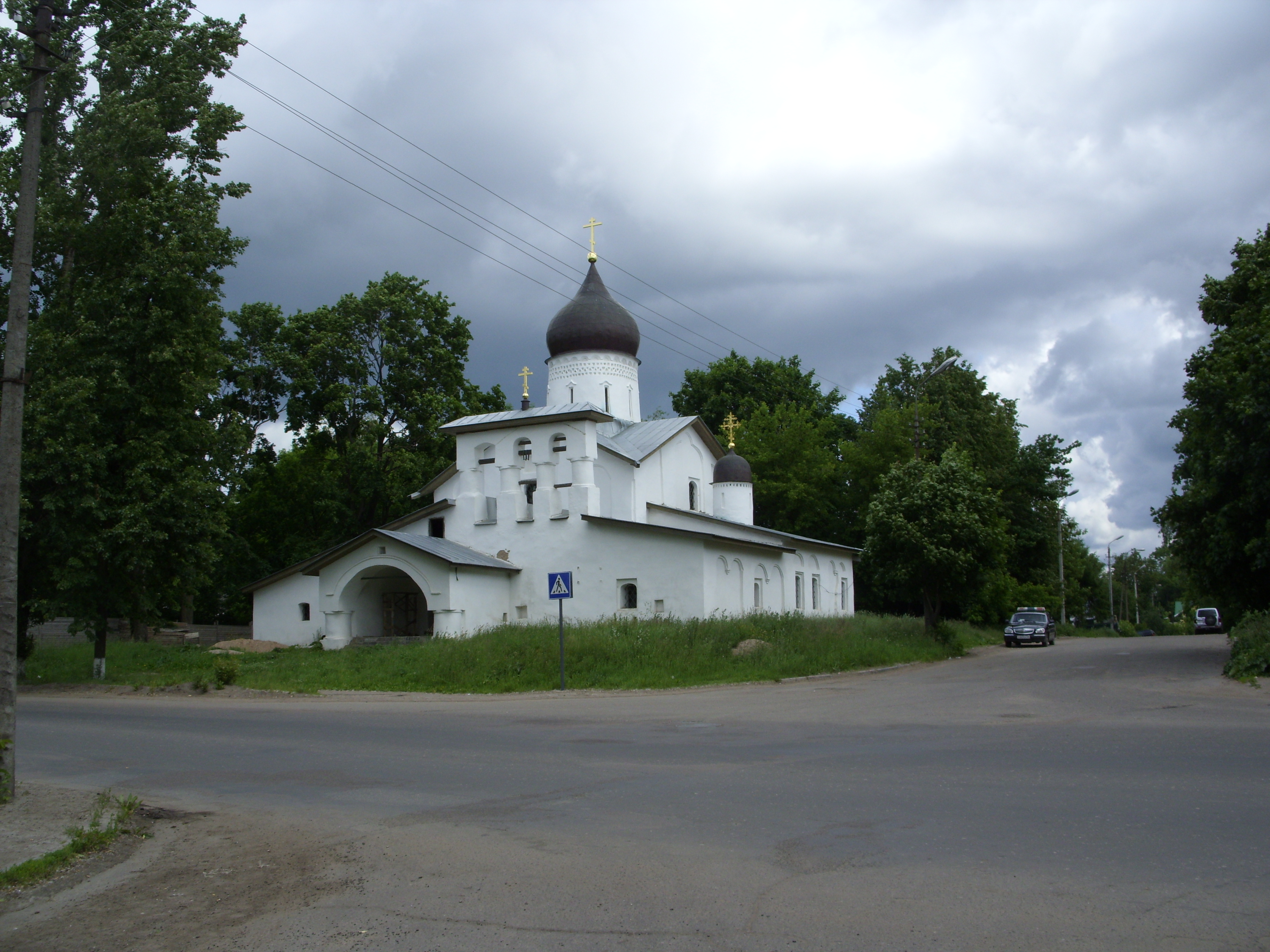
Vue générale

### Dimensions
Largeur de l'église : 11 mètres, longueur : 15 mètres, hauteur jusqu'au tambour et la coupole, environ 25 mètres. L'ensemble avec le narthex et les galeries — 26 × 24 mètres; hauteur jusqu'à la crête du porche 5-6 mètres.